# Detvianska Huta
Detvianska Huta (allemand : Glashütten bei Dettwa ,hongrois : Zólyommiklós) est un village de Slovaquie situé dans la région de Banská Bystrica.

## Histoire
Première mention écrite du village en 1808.

## Démographie

### Évolution de la population
| Année:               | 1994. | 2004.   | 2014.   | 2024.   |
| -------------------- | ----- | ------- | ------- | ------- |
| Nombre de personnes: | 820   | 756     | 704     | 689     |
| Différence:          |       | -7,80 % | -6,87 % | -2,13 % |

| Année:               | 2023. | 2024.   |
| -------------------- | ----- | ------- |
| Nombre de personnes: | 685   | 689     |
| Différence:          |       | +0,58 % |